# 79286 Hexiantu
79286 Hexiantu este o planetă minoră (asteroid), cu un diametru de 2,426 km, din centura de asteroizi. A fost descoperită pe 28 septembrie 1995 la Xinglong Station⁠(d) de Beijing Schmidt CCD Asteroid Program⁠(d). 
Obiectul prezintă o orbită caracterizată de o semiaxă mare de 2,3206222812043 UAi, o excentricitate de 0,17340094218043, o înclinație de 7,9981429394996 ° în raport cu ecliptica.